# 성우이용원
성우이용원은 서울특별시에 있는 유서 깊은 이발사이다. 1927년에 설립된 서울에서 가장 오래된 이발소이다. 가족 기업으로 남아 있으며, 2024년 기준 현재 3대째 운영되고 있다. 원래는 초가집 한옥이었지만, 개업 이후 같은 자리에 쭉 남아 있었다. 서울특별시청은 이곳을 역사적 가치가 있는 상점인 오래가게이자 서울미래유산으로 등록했으며, 2019년 태풍 피해로 유서 깊은 외관이 무너진 후 재건축 자금을 지원했다.
이 사업은 한국에서 두 번째로 이발사 면허를 취득한 것으로 알려진 서재덕이 설립했다. 이성순은 이 이발소의 직원이었다. 서재덕은 그를 매우 마음에 들어 하여 이성순을 사위로 삼고 후계자로 지정했다. 1935년, 이성순은 사업을 인수하고 상호명을 성우이발관으로 변경했다. 1971년에는 이성순의 아들 이남열이 가업을 물려받았다. 이남열은 1965년 중학교를 졸업한 이후부터 이발소에서 일했다. 이발소의 일부 장비는 이발소 역사 대부분 동안 사용되어 왔는데, 헤어 드라이어는 90년 된 것이고 면도날은 1934년 된 것이다. 2019년에는 이발소가 후계자를 구하는 데 어려움을 겪고 있다고 보도되었다.

## 같이 보기
- 오래가게